# العلاقات المغربية اللوكسمبورغية
العلاقات المغربية اللوكسمبورغية هي العلاقات الثنائية التي تجمع بين المغرب ولوكسمبورغ.

## موقف لوكسمبورغ بشأن مخطط الحكم الذاتي الذي تقدم به المغرب
إن تطور العلاقات الاقتصادية والاجتماعية والسياسية بين المغرب و لوكسمبورغ، جعل من هذه الأخيرة تأكد دعمها الكامل والثابت لمخطط الحكم الذاتي الذي تقدم به المغرب سنة 2007، من أجل انهاء النزاع المفتعل حول قضية الصحراء المغربية، و
اعتبرت لوكسمبورغ مخطط الحكم الذاتي، الذي تقدم به المغرب، "أساسا جيدا لحل مقبول من لدن الأطراف" المعنية بقضية الصحراء، وجاء هذا الاعتراف في إعلان مشترك صدر عقب مباحثات أجراها وزير الشؤون الخارجية والتعاون الإفريقي والمغاربة المقيمين بالخارج، السيد ناصر بوريطة، ووزير الشؤون الخارجية والأوروبية للدوقية الكبرى للوكسمبورغ، السيد جان أسيلبورن.

## مقارنة بين البلدين
هذه مقارنة عامة ومرجعية للدولتين:
| وجه المقارنة                                              | المغرب                                 | لوكسمبورغ                                                     |
| --------------------------------------------------------- | -------------------------------------- | ------------------------------------------------------------- |
| المساحة (كم2)                                             | 710.85 ألف                             | 2.59 ألف                                                      |
| عدد السكان (نسمة)                                         | 36.07 مليون                            | 599.45 ألف                                                    |
| الكثافة السكانية (ن./كم²)                                 | 50.74                                  | 231.45                                                        |
| العاصمة                                                   | الرباط                                 | لوكسمبورغ                                                     |
| اللغة الرسمية                                             | اللغة العربية، أمازيغية معيارية مغربية | اللغة اللوكسمبورغية، لغة فرنسية، اللغة الألمانية              |
| العملة                                                    | درهم مغربي                             | يورو، فرنك لوكسمبورغ                                          |
| الناتج المحلي الإجمالي (بليون دولار)                      | 109.14 مليار                           | 62.40 مليار                                                   |
| الناتج المحلي الإجمالي (تعادل القوة الشرائية) بليون دولار | 274.06 مليار                           | 58.13 مليار                                                   |
| الناتج المحلي الإجمالي الاسمي للفرد دولار أمريكي          | 2.88 ألف                               | 101.45 ألف                                                    |
| الناتج المحلي الإجمالي للفرد دولار أمريكي                 | 7.49 ألف                               | 101.93 ألف                                                    |
| مؤشر التنمية البشرية                                      | 0.628                                  | 0.892                                                         |
| رمز المكالمات الدولي                                      | +212                                   | +352                                                          |
| رمز الإنترنت                                              | .ma                                    | .lu                                                           |
| المنطقة الزمنية                                           | ت ع م+01:00                            | توقيت وسط أوروبا، ت ع م+01:00، ت ع م+02:00، أوروبا/لوكسمبورج ‏ |

## منظمات دولية مشتركة
يشترك البلدان في عضوية مجموعة من المنظمات الدولية، منها:
| علم المنظمة | اسم المنظمة                               | تاريخ انضمام المغرب | تاريخ انضمام لوكسمبورغ |
| ----------- | ----------------------------------------- | ------------------- | ---------------------- |
|             | المركز الدولي لتسوية المنازعات الاستشارية | 10 يونيو 1967       | 29 أغسطس 1970          |
|             | الاتحاد البريدي العالمي                   | ?                   | ?                      |
|             | الفريق المعني برصد الأرض                  | ?                   | ?                      |
|             | مؤسسة التمويل الدولية                     | 30 أغسطس 1962       | 4 أكتوبر 1956          |
|             | منظمة الشرطة الجنائية الدولية             | ?                   | ?                      |
|             | مؤسسة التنمية الدولية                     | 29 ديسمبر 1960      | 4 يونيو 1964           |
|             | منظمة حظر الأسلحة الكيميائية              | ?                   | ?                      |
|             | الاتحاد الدولي للاتصالات                  | 1 نوفمبر 1956       | 2 مارس 1866            |
|             | منظمة التجارة العالمية                    | 1995                | ?                      |
|             | وكالة ضمان الاستثمار متعدد الأطراف        | 17 سبتمبر 1992      | 29 أغسطس 1991          |
|             | البنك الإفريقي للتنمية                    | ?                   | ?                      |
|             | يونسكو                                    | 7 نوفمبر 1956       | 27 أكتوبر 1947         |
|             | البنك الدولي للإنشاء والتعمير             | 25 أبريل 1958       | 27 ديسمبر 1945         |
|             | الأمم المتحدة                             | 12 نوفمبر 1956      | 24 أكتوبر 1945         |

## أعلام
هذه قائمة لبعض الشخصيات التي تربطها علاقات بالبلدين:
- رشاد بوهلال (دبلوماسي مغربي، 26 أغسطس 1951 – )

## وصلات خارجية
- موقع وزارة الخارجية المغربية
- موقع وزارة الخارجية اللوكسمبورغية